# Rhyacophila yora
Rhyacophila yora är en nattsländeart som beskrevs av Malicky 1989. Rhyacophila yora ingår i släktet Rhyacophila och familjen rovnattsländor. Inga underarter finns listade i Catalogue of Life.